# Dichagyris dichroa
Dichagyris dichroa là một loài bướm đêm trong họ Noctuidae.